# Ajanga
Ajanga (mongolul:  ᠠᠶᠤᠩᠭ᠎ᠠ, cirill betűkkel: Аянга; kínaiul: 阿云嘎, pinjin: Āyúngā, magyaros: Ajünka; Ordosz, 1989. október 23.–) mongol származású kínai popénekes, musicalénekes, a Pekingi Táncakadémián végzett.

## Élete és pályafutása
Belső-Mongóliában született, szülei pásztorok voltak, négy idősebb testvére van. Hároméves volt, amikor édesapja meghalt és hét éves, amikor édesanyját is elvesztette. Nála húsz évvel idősebb bátyja nevelte fel. Édesapjától mintegy 100 hektár legelőt örökölt, családja továbbra is juhokat nevel. 2009-ben felvételt nyert a Pekingi Táncakadémiára, majd 2013-tól musicalekben lépett fel.
2014-ben harmadik lett a Rising Star China (中国正在聽) című tehetségkutató műsorban, valamint megnyerte a Mr. Super (超级先生) című tehetségkutatót. 2016-ban megjelent első szólólemeze Hszila caojüan (希拉草原, Xīla cǎoyuán) címmel.
Népszerű televíziós sorozatokhoz és filmekhez is énekelt fel betétdalt, például a Csen csing ling című sorozathoz, a Novoland: Eagle Flag (九州缥缈录) című kalandfilmhez és a Somewhere Winter (大约在冬季) című romantikus filmhez.